# Église Saint-Dagobert de Longwy
L'église Saint-Dagobert se situe dans la commune de Longwy, dans le département français de Meurthe-et-Moselle en région Grand Est.

## Histoire
L'église est en début de travaux en 1683 et est terminée en 1684, sur ce qui deviendra la Place du Colonel Darche. Elle recouvre un ancien édifice du Xe siècle.
La tour menaçant de tomber en ruine est réparée en 1734, puis en 1757, tandis que des contreforts sont mis en place pour soutenir le cul-de-four du chœur. En 1792 c'est le siège par les Prussiens et les Autrichiens, convertie en magasin militaire au moment de la Révolution, les escaliers du perron étant supprimés en 1793 pour y faire entrer les voitures, 1793 dévastation de l’intérieur et considérée en très mauvais état, elle est rétablie à partir de 1812. À nouveau très endommagée en juillet et août 1815 pendant le siège de Longwy (notamment la tour à trois étages servant d’observatoire aux défenseurs de la place pour suivre les mouvements de l’ennemi), bombardement de l’église 3 000 projectiles elle est rétablie et réaménagée de 1819 à 1822. La façade est ensuite réparée en 1838. L'église est agrandie et transformée en 1866-1867, consistant à transformer la nef à vaisseau unique plafonné en nef-halle voûtée en berceau, par l’adjonction de deux rangées de piliers cylindriques, à transformer l’ancien chœur semi-circulaire en chœur polygonal voûté d’ogives avec déambulatoire, à modifier la forme des fenêtres. L’édifice ainsi transformé est consacré le 10 septembre 1867. Le portail et la façade sont en partie restaurés en 1869. Bombardée par les Prussiens le 17 janvier 1871, elle est rétablie en 1871-1872 (la tour en partie effondrée, ne comportant plus désormais que deux étages),,.
Elle dispose d'une façade de style classique tels les frontons cintrés ou triangulaires. Plusieurs fois détruite, elle fut reconstruite sous Vauban et le 8 août 1926 l'église refaite fut inaugurée, elle a été lourdement endommagée en 1941. En 1921 l'église est classée au titre des monuments historiques. C'est en cette église qu'ont été célébrées les funérailles de Vincent Lambert, le 13 juillet 2019.

## Mobilier

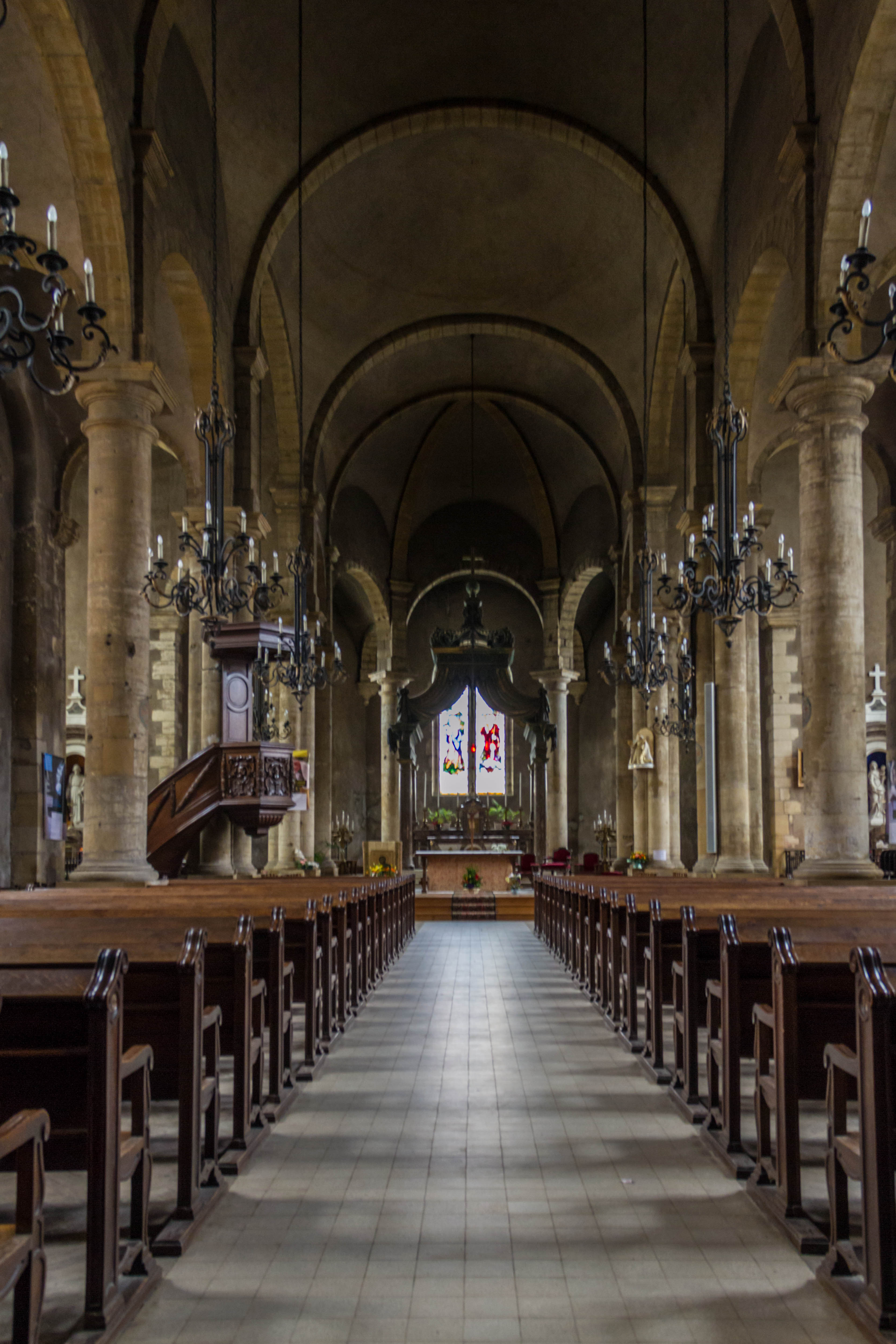
Intérieur de l'église Saint-Dagobert de Longwy.

L'église possède des vitraux de style Art déco, un orgue de style gothique réalisé en 1926 par François Didier avec son cadran solaire instauré en 1718 et la statue de Notre-Dame de Longwy, une Vierge polychrome richement drapée à l'espagnole et qui date du XVIIIe siècle.